# Famille de Mathan

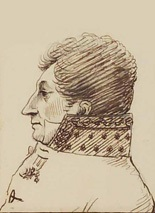
Georges de Mathan (1771-1840)

La famille de Mathan est une famille d'extraction chevaleresque établie au bailliage de Caen dont la filiation est prouvée depuis 1341.

## Histoire
Selon certains auteurs. la famille de Mathan tient son non du village de Mathieu (Mathomum, Mathonum, Mathoen, Mathaon, Mathon, Mathen, mais selon d'autres, ce n'est pas du fief de Mathieu, qu'elle tire son nom car elle n'en était pas originaire, ni propriétaire en 1225, puisqu'on voit Gilbert de Tillières en céder le patronage à Guillaume de Minières; mais il existe plusieurs fiefs du nom de Mathan, auxquels ils ont donné leur nom, plutôt que de l'avoir reçu d'eux. Par une tradition reçue dans cette famille, elle porte le nom d'une terre qui était située sur le bord de la mer, et que celle-ci a envahie.
Le toponyme Mathan se rencontre également dans le département du Calvados à Longvillers ; Méry-Corbon et Pierrefitte-en-Cinglais.
Cette famille est différente de la famille Hüe de Mathan prétendant avoir été anoblie en 1595. 
La famille de Mathan établit sa filiation depuis Henri de Mathan, trouvé en 1274 et la prouve depuis Jean de Mathan, qui aurait épousé, vers 1341, Jeanne de Parfouru. Cette dernière apporte dans sa dot les terres de Saint-Pierre-de-Semilly (Manche). Le château de qui appartiennent toujours à ses descendants aujourd'hui.

## Personnalités
- Trois membres de la famille sont inscrits sur la liste des défenseurs du Mont-Saint-Michel en 1434, mais ce combat est en partie une légende[8].
- Au XVIe siècle, Georges de Mathan ainsi que son fils Adrien furent gouverneurs du château de Saint-Lô[9].
- Joachim de Mathan, prieur de l'abbaye de Saint-Fromond († 1635)
- Henry de Mathan, prieur commendataire du prieuré Saint-Lô de Bourg-Achard († 1645)
- Bernardin de Mathan, gouverneur de la ville et du château de Caen en 1718, titré marquis héréditaire de Mathan en février 1736[10].
- Georges de Mathan (1771-1840), chambellan de Napoléon Ier, maréchal de camp, pair de France, chevalier de l'ordre royal de Saint-Louis et commandeur de la Légion d'honneur.
- Bernard de Mathan, professeur de mathématiques pures à l'Université de Bordeaux, spécialiste en approximation diophantienne de la théorie des nombres, il a notamment apporté une contribution à la conjecture de Littlewood.
- Anne de Mathan, fille du précédent, historienne française, spécialiste de l'histoire de la Révolution française et plus spécialement de l'histoire de la Gironde et de la Révolution en Bretagne.

## Armes
De gueules, à deux jumelles d'or, accompagnées en chef d'un lion léopardé du même.
- Supports : deux lions
- Cimier : une tête humaine
- Devise en latin : Nihil deest timentibus Deum
- Devise en français : Au feal, rien ne falt
- Cri de guerre : Mathan

## Résidences
La famille de Mathan possède ou a possédé :
- le château de Cambes-en-Plaine (détruit après la Seconde Guerre mondiale)[11] ;
- le château de Carabillon à Cordey (détruit au XIXe siècle) ;

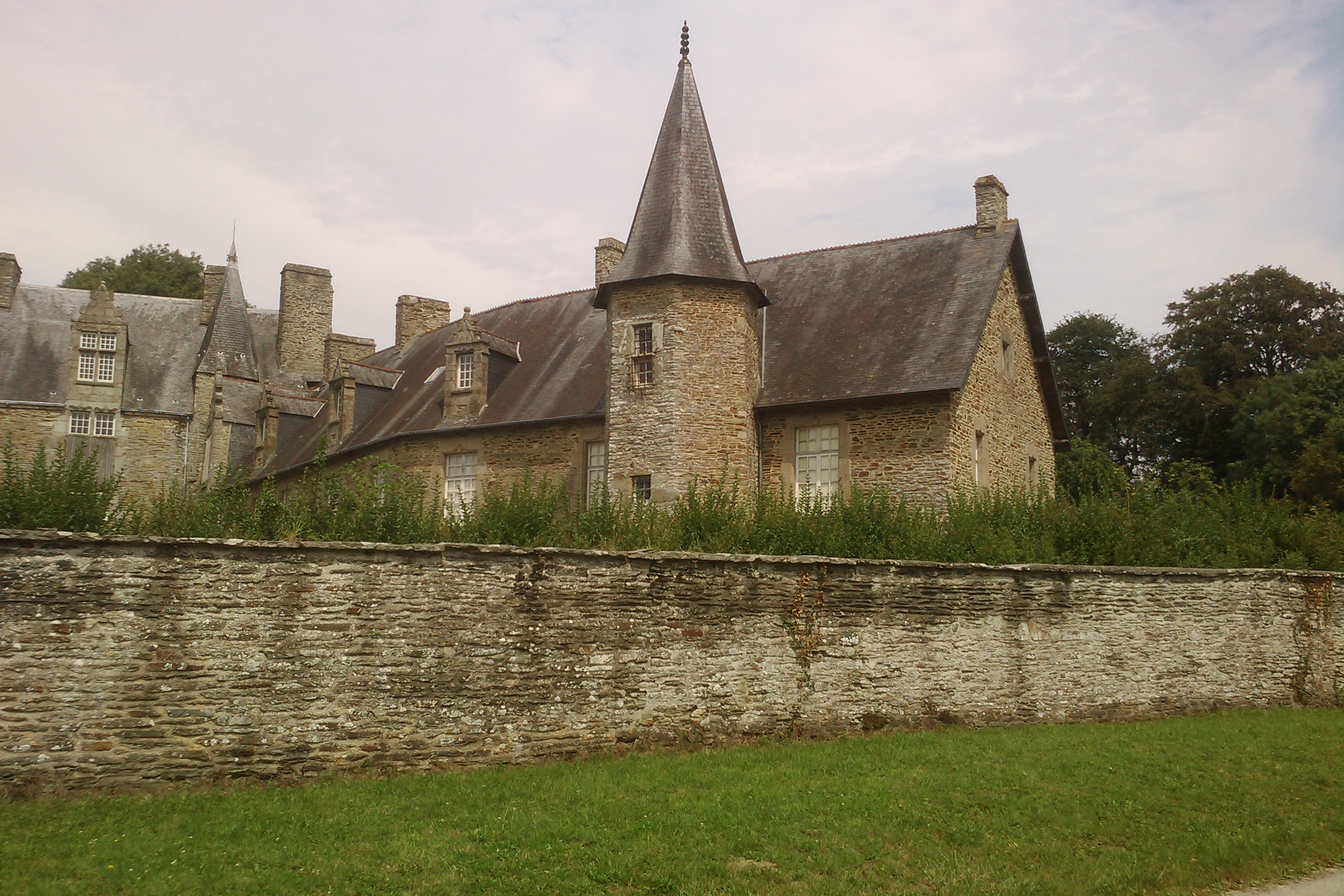
Aperçu du château de Saint-Pierre-de-Semilly (50), propriété de la famille de Mathan depuis le XIVe siècle.

- le château de Ragny à Tournay-sur-Odon[12] ;
- le manoir de Mathan à Longvillers (XVe siècle) ;
- le manoir de Vains[13] ;
- le château de la Bristière à Échillais[14] ;
- le château de Boisgibault à Ardon[15] ;
- le château d'Issou ;
- le château de Lamballe à Fleury-les-Aubrais (détruit au XXe siècle ?)[16] ;
- le château de Saint-Pierre-de-Semilly (XVIe siècle)[7] ;
- le château de Belbeuf (hérité au début du XXe siècle après le décès de Jacques Godart de Belbeuf, dernier du nom - vendu en 1930)[17] ;

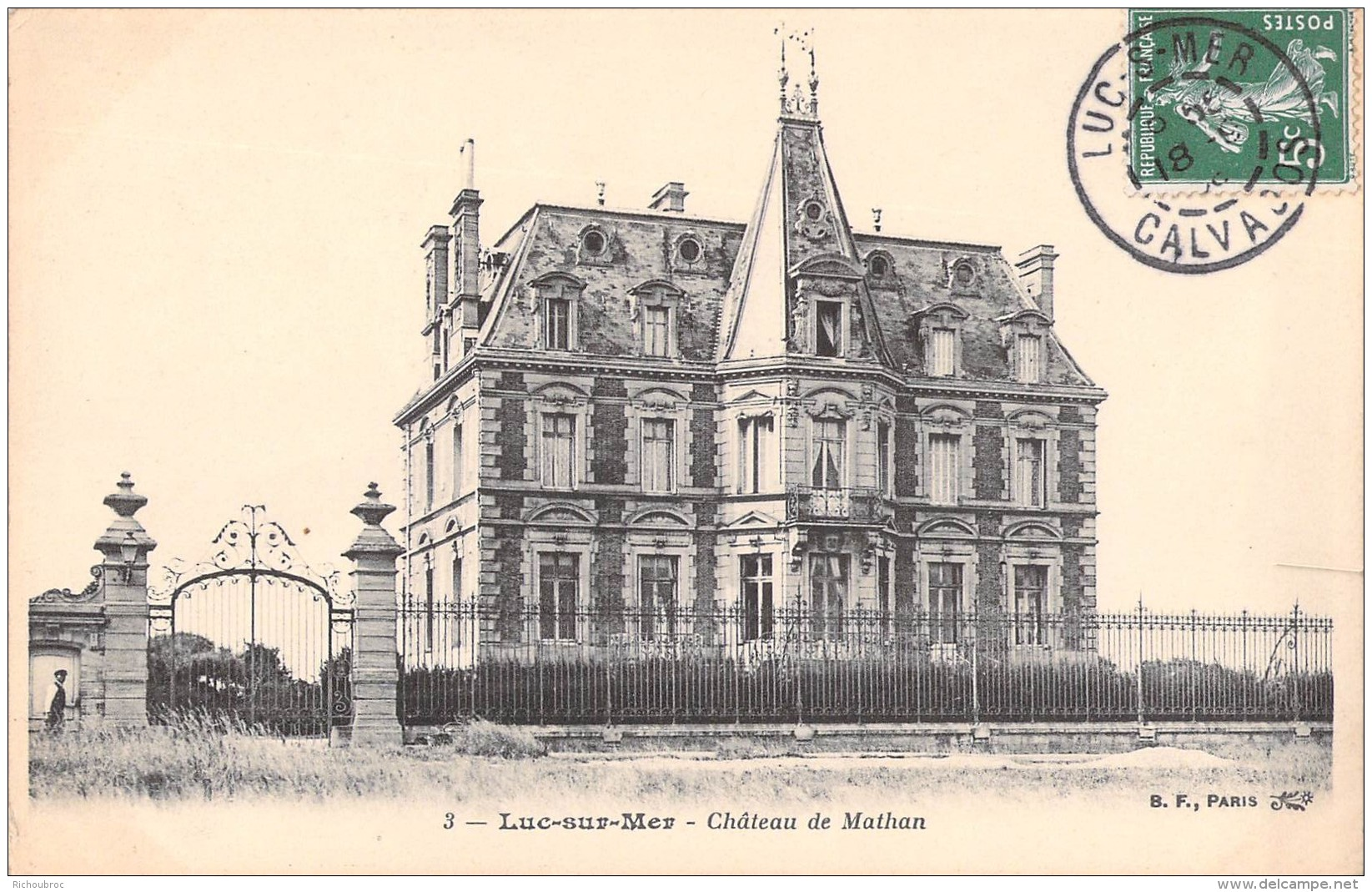
Château de Mathan à Luc-sur-Mer (14)

- l'hôtel de Mathan à Rouen, qui deviendra une filature de coton, puis le couvent des Ursulines (détruit au début du XXe siècle)[18] ;
- le château de Beaunay (qui se nomme aujourd'hui "château des Étangs") à Beauval-en-Caux[19] ;
- le château de Villette à Condécourt ;
- le château de Mathan à Luc-sur-Mer (détruit peu après la Seconde Guerre mondiale) ;
- etc.

## Alliances
La famille de Mathan est notamment alliées aux : Costa de Beauregard, Desfriches Doria, Goullet de Rugy, Le Berceur de Fontenay, Pandin de Narcillac, Le Caron de Chocqueuse, Le Dantu, Imbert de Trémiolles, Tardieu de Maleissye-Melun, d'Andigné, d'Aché, des Asses, d'Anneville, d'Angerville, de Berranger, de Bossoreille de Ribou, de Bucy, de Chabannes, de Conchy, de Coulonges, de Creully, d'Espinay, d'Espinay Saint-Luc, de Froissard de Broissia, de Parfouru, de Limairac, de Longvillers, de Feraudy, des Hays de Gassart, d'Héricy, de Garron de La Bévière, du Croquet de Guyencourt, de Reviers, de La Haye Jousselin, de Bengy de Puyvallée, du Chastel de la Howarderie, du Cluzel de La Chabrerie, de Kéchilava, du Peloux de Praron, Davy, Godart de Belbeuf, de Faret de Fournès, de Foucault, Juglar, Lamour de Caslou, Le Bas de Cambes, de Savary, de Siresme de La Ferrière, de Valori.

## Pour approfondir